# Michel Goudchaux
Michel Goudchaux (født 18. marts 1797 i Nancy, død 27. december 1862 i Paris) var en fransk
finansmand.
Goudchaux var af en rig jødisk købmandsslægt og kom ved faderens død 1821 i spidsen for et bankierhus i Paris. Han tog livlig del i den frisindede opposition og fik derfor efter Julirevolutionen et vigtigt embede i Strassburg, men blev afskediget 1834. Han fortsatte kampen mod regeringen i flere flyveskrifter samt i bladet National og var tidlig talsmand for, at staten byggede og drev jernbaner. Efter Februarrevolutionen 1848 var han i 14 dage finansminister, men afgik som udpræget modstander af Louis Blancs socialistiske planer. Juni valgtes han til Nationalforsamlingen, hvor han hørte til de mådeholdne republikanere; blev efter arbejderopstanden igen finansminister under Cavaignac til oktober og tog senere kun del i drøftelsen af finansielle spørgsmål (var afgjort imod tanken om progressiv beskatning). Fra 1849 tog han ikke del i det offentlige liv; var 1852 og 1857 oppositionens kandidat, men nægtede at aflægge ed til kejseren, da han blev valgt 1857, og fik derfor ikke sæde i den lovgivende forsamling.